# 40-ва паралель північної широти
40-ва паралель північної широти — лінія широти, що лежить на 40 градусів північніше земної екваторіальної площини. Вона проходить через Європу, Середземне море, Азію, Тихий океан, Північну Америку та Атлантичний океан.

В США через 40-ву паралель північної широти проходить кордон між штатами Небраска та Канзас

У 1854 році в США був прийнятий закон Канзас-Небраска, який визначив 40-ву паралель пн.ш. як межу між територією Канзас та територією Небраска. Наразі через паралель проходить кордон між штатами Небраска та Канзас.
На цій широті під час літнього сонцестояння сонце видно 15 годин 1 хвилину 28 секунд, а під час зимового сонцестояння — 9 годин 20 хвилин. 21 червня максимальна висота Сонця становить 73,44°, а 21 грудня — 26,56°.
40-ва паралель північної широти є південною базовою лінією Національної топографічної системи Канади.

## Список географічних об'єктів, що перетинає 40° пн. ш.
Починаючи з Гринвіцького меридіану та рухаючись на схід, 40-ва паралель північної широти проходить через:
| Координати                                                   | Країна, територія або море | Примітки |
| ------------------------------------------------------------ | -------------------------- | --- |
| 40°0′ пн. ш. 0°0′ сх. д. / 40.000° пн. ш. 0.000° сх. д.      | Іспанія                    | |
| 40°0′ пн. ш. 0°2′ сх. д. / 40.000° пн. ш. 0.033° сх. д.      | Середземне море            | Проходить північніше острова Майорка, Іспанія |
| 40°0′ пн. ш. 3°48′ сх. д. / 40.000° пн. ш. 3.800° сх. д.     | Іспанія                    | Проходить через острів Менорка |
| 40°0′ пн. ш. 4°13′ сх. д. / 40.000° пн. ш. 4.217° сх. д.     | Середземне море            | |
| 40°0′ пн. ш. 8°24′ сх. д. / 40.000° пн. ш. 8.400° сх. д.     | Італія                     | Проходить через острів Сардинія |
| 40°0′ пн. ш. 9°42′ сх. д. / 40.000° пн. ш. 9.700° сх. д.     | Середземне море            | Тірренське море |
| 40°0′ пн. ш. 15°20′ сх. д. / 40.000° пн. ш. 15.333° сх. д.   | Італія                     | Кампанія |
| 40°0′ пн. ш. 15°26′ сх. д. / 40.000° пн. ш. 15.433° сх. д.   | Середземне море            | Затока Полікастро[en] |
| 40°0′ пн. ш. 15°41′ сх. д. / 40.000° пн. ш. 15.683° сх. д.   | Італія                     | Базиліката Калабрія |
| 40°0′ пн. ш. 16°37′ сх. д. / 40.000° пн. ш. 16.617° сх. д.   | Середземне море            | Затока Таранто |
| 40°0′ пн. ш. 18°0′ сх. д. / 40.000° пн. ш. 18.000° сх. д.    | Італія                     | Апулія |
| 40°0′ пн. ш. 18°25′ сх. д. / 40.000° пн. ш. 18.417° сх. д.   | Середземне море            | Отрантська протока |
| 40°0′ пн. ш. 19°53′ сх. д. / 40.000° пн. ш. 19.883° сх. д.   | Албанія                    | Проходить північніше Саранди та південніше Гірокастри |
| 40°0′ пн. ш. 20°23′ сх. д. / 40.000° пн. ш. 20.383° сх. д.   | Греція                     | |
| 40°0′ пн. ш. 22°37′ сх. д. / 40.000° пн. ш. 22.617° сх. д.   | Егейське море              | |
| 40°0′ пн. ш. 23°23′ сх. д. / 40.000° пн. ш. 23.383° сх. д.   | Греція                     | Проходить через півострови Кассандра та Сітонія |
| 40°0′ пн. ш. 24°0′ сх. д. / 40.000° пн. ш. 24.000° сх. д.    | Егейське море              | |
| 40°0′ пн. ш. 25°6′ сх. д. / 40.000° пн. ш. 25.100° сх. д.    | Греція                     | Проходить через острів Лемнос |
| 40°0′ пн. ш. 25°26′ сх. д. / 40.000° пн. ш. 25.433° сх. д.   | Егейське море              | |
| 40°0′ пн. ш. 26°11′ сх. д. / 40.000° пн. ш. 26.183° сх. д.   | Туреччина                  | Проходить північніше Анкари |
| 40°0′ пн. ш. 44°24′ сх. д. / 40.000° пн. ш. 44.400° сх. д.   | Вірменія                   | |
| 40°0′ пн. ш. 45°36′ сх. д. / 40.000° пн. ш. 45.600° сх. д.   | Азербайджан                | |
| 40°0′ пн. ш. 49°27′ сх. д. / 40.000° пн. ш. 49.450° сх. д.   | Каспійське море            | |
| 40°0′ пн. ш. 52°46′ сх. д. / 40.000° пн. ш. 52.767° сх. д.   | Туркменістан               | |
| 40°0′ пн. ш. 62°26′ сх. д. / 40.000° пн. ш. 62.433° сх. д.   | Узбекистан                 | |
| 40°0′ пн. ш. 68°48′ сх. д. / 40.000° пн. ш. 68.800° сх. д.   | Таджикистан                | |
| 40°0′ пн. ш. 69°31′ сх. д. / 40.000° пн. ш. 69.517° сх. д.   | Киргизстан                 | |
| 40°0′ пн. ш. 70°32′ сх. д. / 40.000° пн. ш. 70.533° сх. д.   | Таджикистан                | Приблизно на 9 км |
| 40°0′ пн. ш. 70°39′ сх. д. / 40.000° пн. ш. 70.650° сх. д.   | Киргизстан                 | |
| 40°0′ пн. ш. 71°5′ сх. д. / 40.000° пн. ш. 71.083° сх. д.    | Узбекистан                 | Проходить через ексклав Сокх — приблизно на 7 км |
| 40°0′ пн. ш. 71°10′ сх. д. / 40.000° пн. ш. 71.167° сх. д.   | Киргизстан                 | |
| 40°0′ пн. ш. 71°48′ сх. д. / 40.000° пн. ш. 71.800° сх. д.   | Узбекистан                 | Проходить через ексклав Шахімардан — приблизно на 4 км |
| 40°0′ пн. ш. 71°50′ сх. д. / 40.000° пн. ш. 71.833° сх. д.   | Киргизстан                 | |
| 40°0′ пн. ш. 73°58′ сх. д. / 40.000° пн. ш. 73.967° сх. д.   | КНР                        | Сіньцзян Ганьсу Внутрішня Монголія Шаньсі Хебей Пекін Хебей Тяньцзінь Хебей Ляонін — приблизно на 8 км |
| 40°0′ пн. ш. 119°54′ сх. д. / 40.000° пн. ш. 119.900° сх. д. | Жовте море                 | Ляодунська затока |
| 40°0′ пн. ш. 121°53′ сх. д. / 40.000° пн. ш. 121.883° сх. д. | КНР                        | Проходить через Ляодунський півострів Ляонін |
| 40°0′ пн. ш. 124°21′ сх. д. / 40.000° пн. ш. 124.350° сх. д. | Північна Корея             | Проходить через Сінийджу та північніше Хамхина |
| 40°0′ пн. ш. 127°57′ сх. д. / 40.000° пн. ш. 127.950° сх. д. | Японське море              | |
| 40°0′ пн. ш. 128°10′ сх. д. / 40.000° пн. ш. 128.167° сх. д. | Північна Корея             | Проходить через острів Маянг |
| 40°0′ пн. ш. 128°13′ сх. д. / 40.000° пн. ш. 128.217° сх. д. | Японське море              | |
| 40°0′ пн. ш. 139°54′ сх. д. / 40.000° пн. ш. 139.900° сх. д. | Японія                     | Проходить через острів Хонсю |
| 40°0′ пн. ш. 141°57′ сх. д. / 40.000° пн. ш. 141.950° сх. д. | Тихий океан                | |
| 40°0′ пн. ш. 124°1′ зх. д. / 40.000° пн. ш. 124.017° зх. д.  | США                        | Каліфорнія — проходить південніше Шелтер-Коува Невада Юта Колорадо — проходить через Боулдер Становить кордон між штатами Небраска та Канзас Missouri Іллінойс Індіана — проходить через Хузьєр-Хілл[en], найвищу точку штату Огайо — проходить через Колумбус Західна Вірджинія Пенсільванія — проходить через Філадельфію Нью-Джерсі — проходить через Томс-Рівер |
| 40°0′ пн. ш. 31°7′ зх. д. / 40.000° пн. ш. 31.117° зх. д.    | Атлантичний океан          | Проходить північніше острова Корву, Азорські острови, Португалія |
| 40°0′ пн. ш. 8°55′ зх. д. / 40.000° пн. ш. 8.917° зх. д.     | Португалія                 | Проходить південніше Фігейри-да-Фош та Коїмбри |
| 40°0′ пн. ш. 6°51′ зх. д. / 40.000° пн. ш. 6.850° зх. д.     | Іспанія                    | |

## Галерея

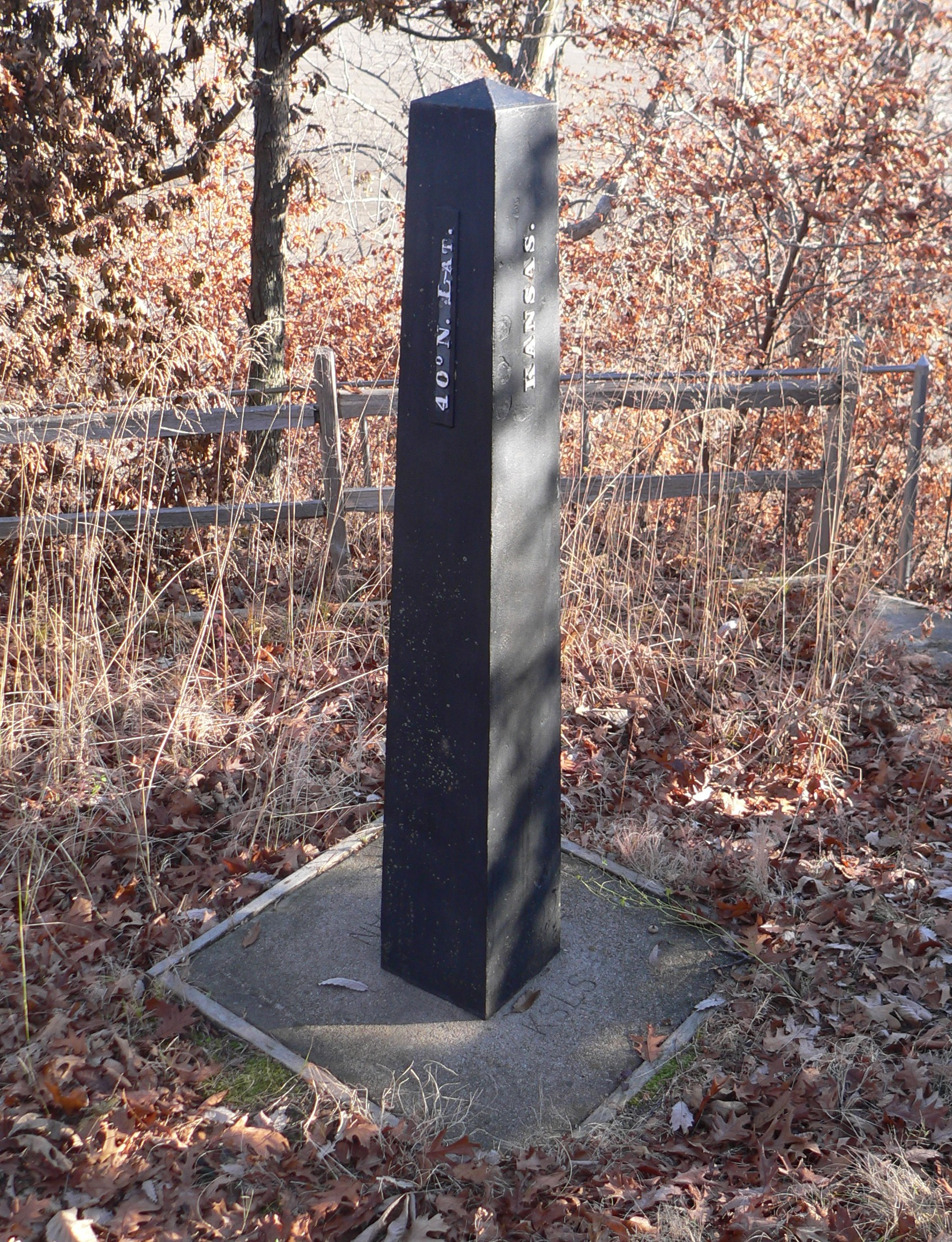
Геодезичний знак на кордоні Канзасу та Небраски
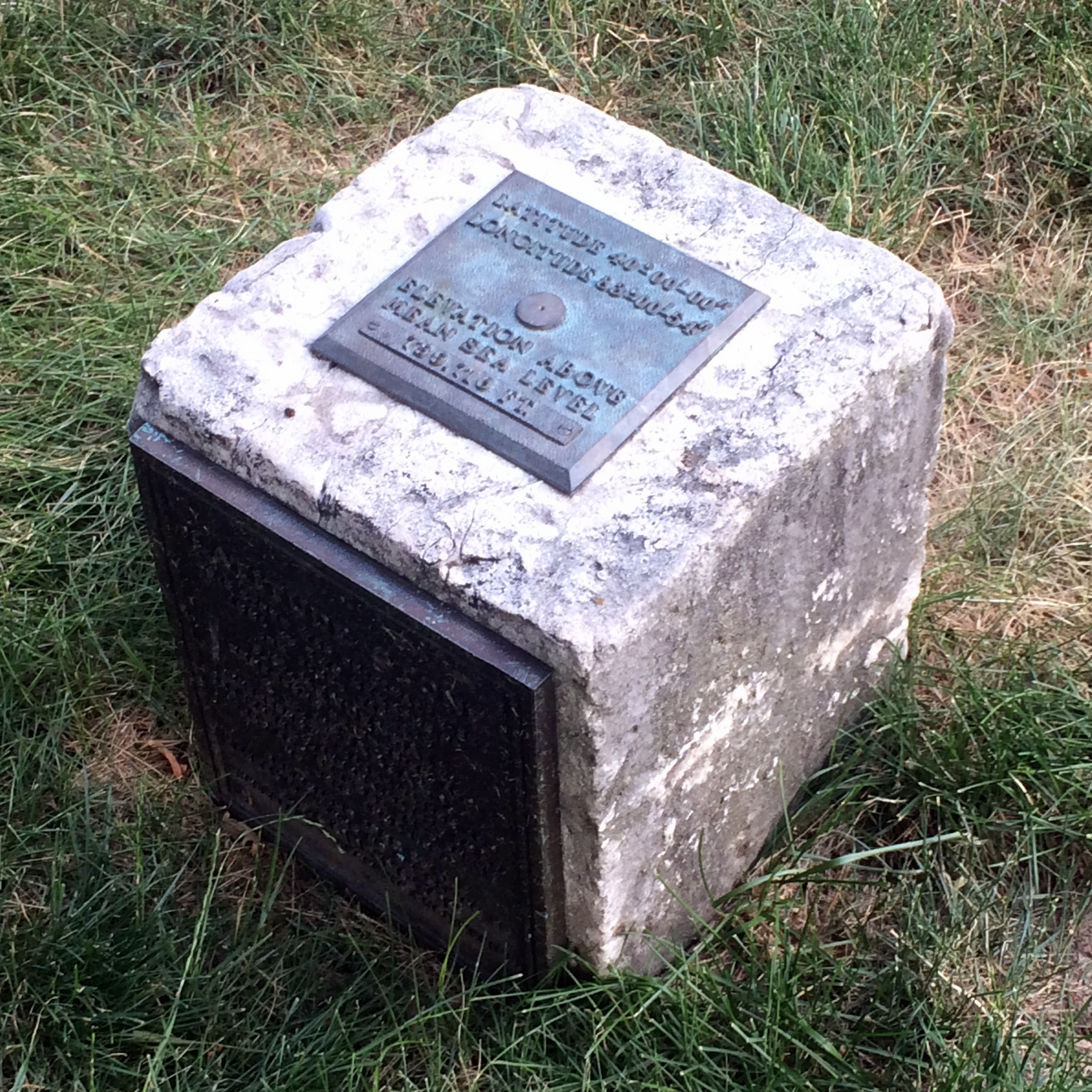
Пам'ятник 40-вій паралелі пн.ш. в універитеті штату Огайо (Колумбус, Огайо)
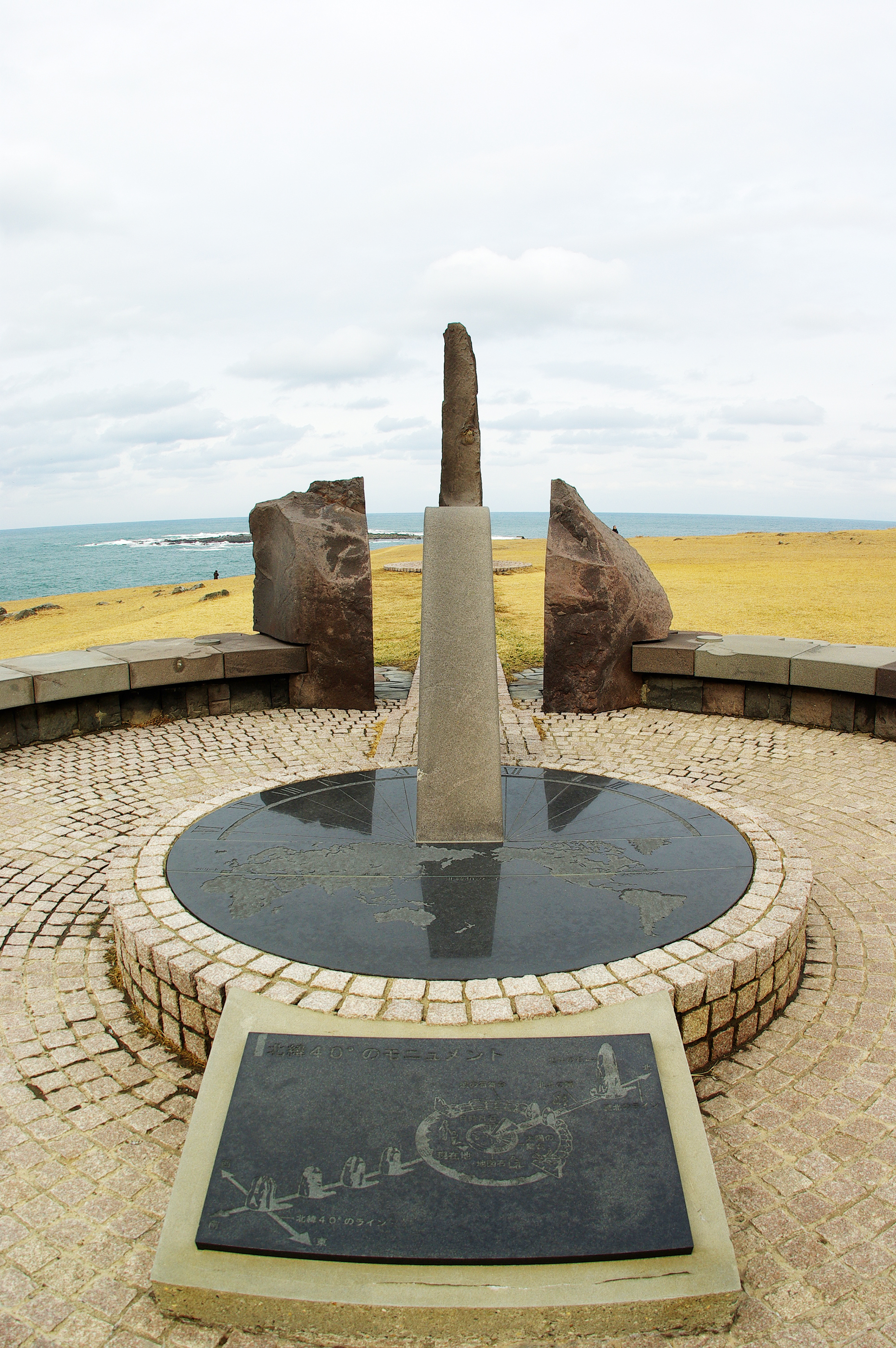
Пам'ятник 40-вій паралелі пн.ш. поблизу маяка Нюдодзакі[en] (Оґа, Акіта)
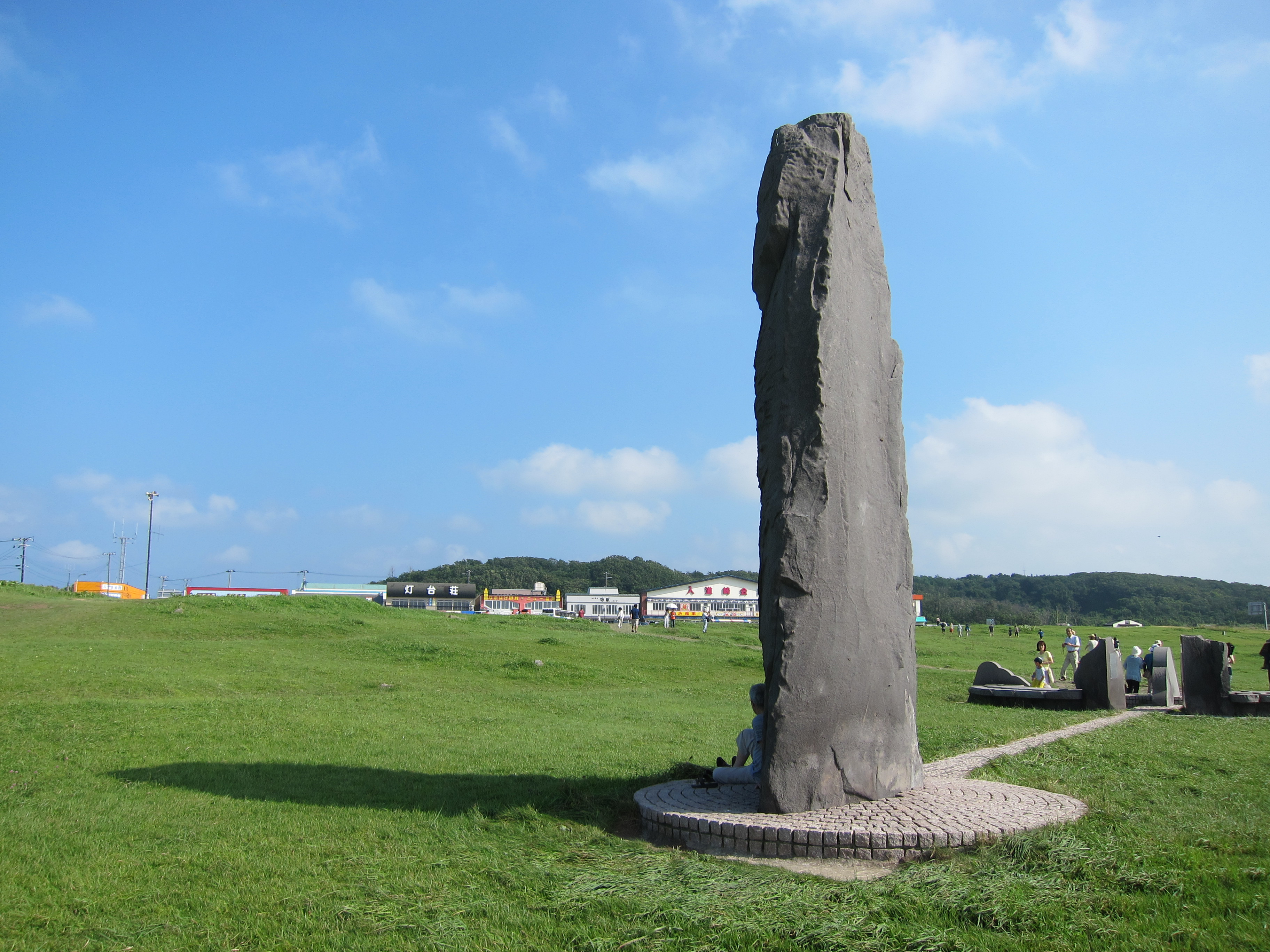
Монумент в Нюдодзакі
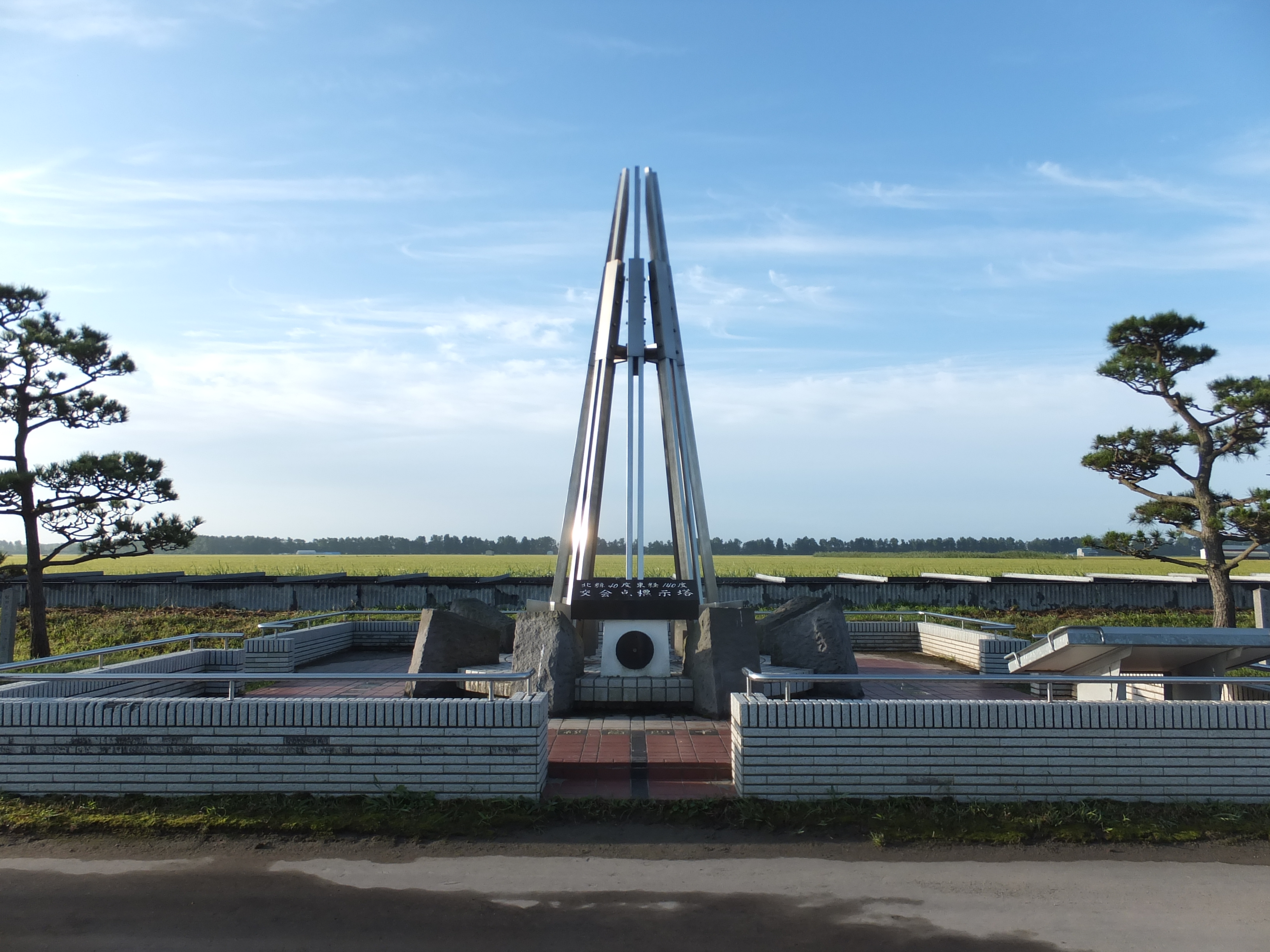
Точка перетину 40°N та 140°E в Оґата (Акіта)
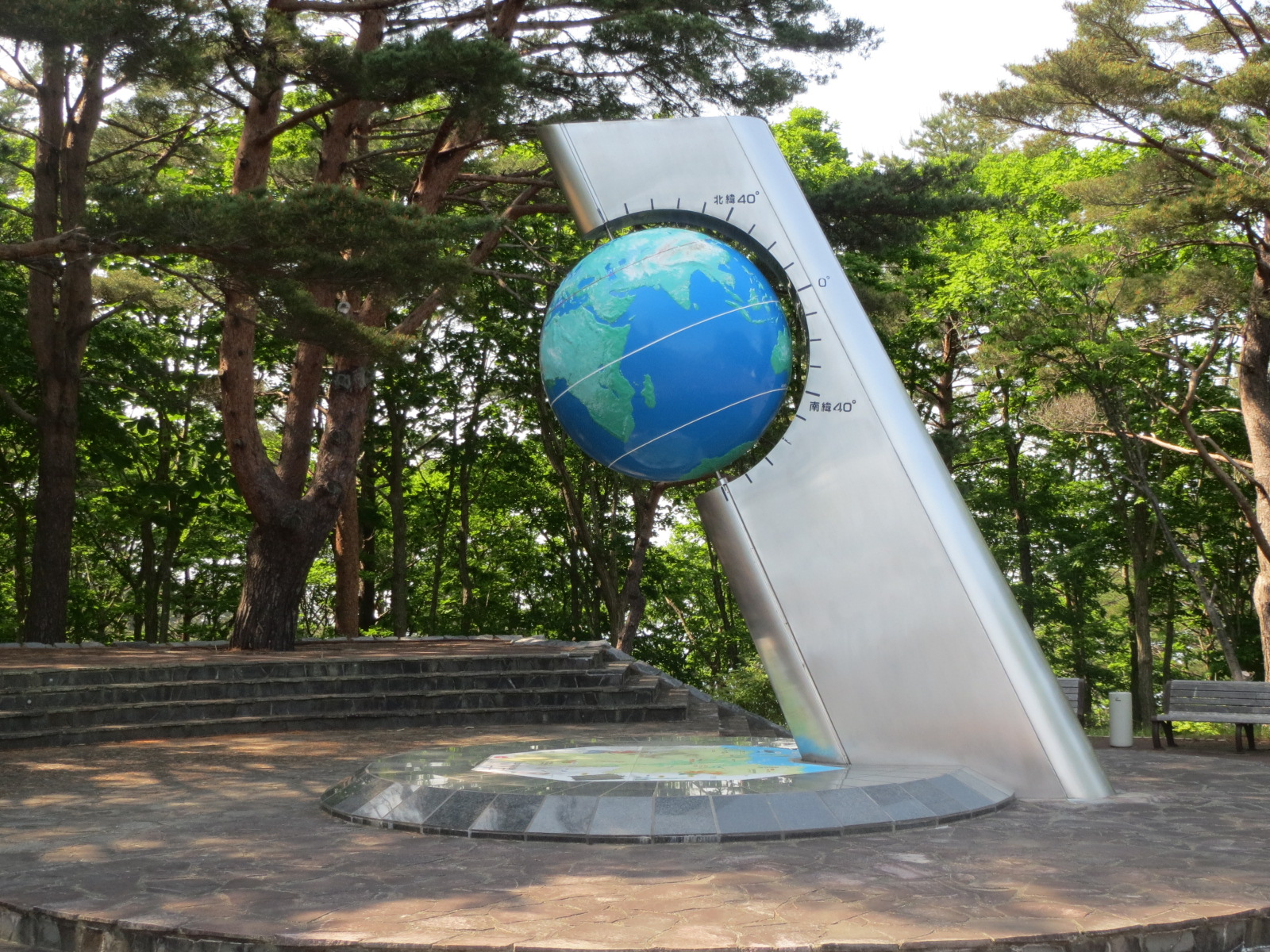
Пам'ятник «Глобус» в Фудай (Івате)